# 僕らは今のなかで
- ラブライブ! > μ's > 僕らは今のなかで
- ラブライブ! > ラブライブ!のディスコグラフィ > 僕らは今のなかで

「僕らは今のなかで」（ぼくらはいまのなかで）は、μ'sの楽曲。テレビアニメ『ラブライブ！』の第1期オープニングテーマとして起用され、同グループのシングルとして2013年1月23日にLantisから発売された。

## リリース
テレビアニメ『ラブライブ！』の第1期オープニングテーマ、2期の第12話挿入歌として起用された。シングルの初回生産分には「ヴァイスシュヴァルツ」プロモーションカード「活動開始！ μ's」が付属し、エンディングテーマを収録したCD「きっと青春が聞こえる」と連動した各店舗別の購入特典も企画された。また、ノンテロップオープニングを収録したDVDも付属している。シングルのジャケットイラスト・収録内容は2013年1月6日に公開された。
キャッチコピーは「今しかない、今を駆け抜けようっ！」。

## 批評
楽曲「僕らは今のなかで」について、音楽出版社が運営するCDジャーナルは「ストレートな情熱と希望に愛らしさを加えた詞世界が絶妙」と畑亜貴による歌詞について肯定的評価を与えた。また、シングルのカップリング曲「WILD STARS」についても「刺激的なサウンドと甘い歌唱が意外なマッチングをみせる」とし、気分を高める楽曲と評した。

## 収録曲
- CD

1. 僕らは今のなかで [4:36]
  - 作詞：畑亜貴、作曲・編曲：森慎太郎
  - TVアニメ第1期オープニングテーマ
  - TVアニメ第2期第12話挿入歌[注 2]
  - 『ラブライブ！』の音楽プロデューサーによると、様々なデモテープやラフミックスを経由して出来上がった作品[7]。作曲にはかなり苦労したという[8]。ライブイベントでの初披露は、2013年3月10日にベルサール秋葉原1階、イベントホールにて行われたシークレットイベント『μ’s in Wonder zone』にて、テレビアニメサイズバージョンで歌われた[9]。本イベントは、最速で3月3日放送のテレビアニメ第9話にて絢瀬絵里（声 - 南條愛乃）が放った「次の日曜日、この場所で[注 3]」という言葉を実現させて行われたもので[11]、声優9人全員がテレビアニメで流れるオープニング映像での各キャラクターの衣装を着るなどの演出があった[9]。
  - 音楽ゲームではバンダイナムコゲームス『太鼓の達人』に本人音源として収録されている。
2. WILD STARS [4:22]
  - 作詞：畑亜貴、作曲・編曲：高田暁
  - 真夜中のデートをテーマにした曲で本作の曲では唯一男女役の割り振りがある。
3. 僕らは今のなかで (Off Vocal)
4. WILD STARS (Off Vocal)

- DVD

1. テレビアニメ ノンテロップオープニング [1:34]

## 収録アルバム
| 曲名             | アルバム                                    | 発売日        | 備考           |
| ---------------- | ------------------------------------------- | ------------- | -------------- |
| 僕らは今のなかで | 『μ's Best Album Best Live! Collection II』 | 2015年5月27日 | ベストアルバム |
| WILD STARS       | 『μ's Best Album Best Live! Collection II』 | 2015年5月27日 | ベストアルバム |